# Sorry for Party Rocking
Sorry for Party Rocking è il secondo e l'ultimo album in studio del gruppo musicale LMFAO.
L'album contiene 10 tracce (14 nella deluxe edition e 16 nella versione international).

## Singoli
L'uscita dell'album è anticipata dalla pubblicazione del singolo Party Rock Anthem, seguito da Champagne Showers e Sexy and I Know It.
Dopo un mese e mezzo dall'uscita del terzo singolo, viene estratto il quarto singolo, Sorry for Party Rocking, che è entrato in rotazione nelle radio il 4 novembre.

### Singoli promozionali
L'unico singolo promozionale dell'album, One Day, è stato pubblicato per sponsorizzare la Tuborg

## Tracce

### Standard Edition
1. Rock the Beat II – 1:53
2. Sorry for Party Rocking – 3:23
3. Party Rock Anthem (feat. Lauren Bennett & GoonRock) – 4:22
4. Sexy and I Know It – 3:19
5. Champagne Showers (feat. Natalia Kills) – 4:24
6. One Day – 3:17
7. Take It to the Hole (feat. Busta Rhymes) – 3:36
8. Best Night (feat. will.i.am, GoonRock & Eva Simons) – 5:00
9. All Night Long (feat. Lisa) – 3:47
10. With You – 4:13

### Deluxe Edition
1. Rock the Beat II – 1:53
2. Sorry for Party Rocking – 3:23
3. Party Rock Anthem (feat. Lauren Bennett & GoonRock) – 4:22
4. Sexy and I Know It – 3:19
5. Champagne Showers (feat. Natalia Kills) – 4:24
6. One Day – 3:17
7. Put That A$$ to Work – 3:56
8. Take It to the Hole (feat. Busta Rhymes) – 3:36
9. We Came Here to Party – 3:46
10. Reminds Me of You (feat. Calvin Harris) – 3:47
11. Best Night (feat. will.i.am, GoonRock & Eva Simons) – 5:00
12. All Night Long (feat. Lisa) – 3:47
13. With You – 4:13
14. Hot Dog – 2:27

### Tracce bonus

#### Versione giapponese
- La La La
- Yes

Versione Internalzionale
- I'm in Miami Bitch
- Shots (feat. Lil Jon)

#### iTunes[22]
- I'm in Miami Bitch
- Shots (feat. Lil Jon)
- Party Rock Anthem (feat. Lauren Bennett & GoonRock) (Benny Benassi Remix)

### Classifiche
| Classifica (2011) | Posizione massima |
| ----------------- | ----------------- |
| Australia         | 2                 |
| Austria           | 11                |
| Belgio (Fiandre)  | 34                |
| Belgio (Vallonia) | 26                |
| Canada            | 3                 |
| Francia           | 8                 |
| Germania          | 19                |
| Messico           | 13                |
| Nuova Zelanda     | 2                 |
| Paesi Bassi       | 72                |
| Regno Unito       | 8                 |
| Stati Uniti       | 12                |
| Spagna            | 91                |
| Svizzera          | 13                |

## Date di Pubblicazione
| Nazione     | Data           | Etichetta  |
| ----------- | -------------- | ---------- |
| Germania    | 17 giugno 2011 | Universal  |
| Stati Uniti | 21 giugno 2011 | Interscope |
| Canada      | 21 giugno 2011 | Interscope |
| Francia     | 21 giugno 2011 | Polydor    |
| Italia      | 28 giugno 2011 | Universal  |
| Giappone    | 13 luglio 2011 | Universal  |
| Polonia     | 12 agosto 2011 | Universal  |